# Amorphophallus bulbifer
Amorphophallus bulbifer is een plant uit de aronskelkfamilie. De soort heeft een bolvormige wortelstok. Vanuit de bol ontstaat één blad. Het blad bestaat uit een verticale bladsteel en een horizontale bladschijf.
Voor de vorming van het blad ontstaat de circa 40 cm grote, onaangenaam ruikende bloeiwijze. Deze bestaat uit een ovaal, roze  schutblad (spatha) en een rozige bloeikolf (spadix). De bloeiwijze is eenhuizig. De bloeikolf bestaat uit kleine bloemen. Aan de onderkant bevinden zich de vrouwelijke bloemen, die uit niet meer dan een stijl bestaan. Daarboven bevinden zich de mannelijke bloemen, die eigenlijk een groep meeldraden vormen. Aan de bovenkant bevindt zich een steriel gebied, dat appendix wordt genoemd.
Amorphophallus bulbifer komt van nature voor in India en Myanmar.
In België en Nederland worden de wortelknollen van Amorphophallus bulbifer aangeboden door gespecialiseerde zaad- en bolhandelaren. De plant kan worden gehouden als een droogbloeier. In de winter moeten de knollen geheel droog, maar wel vrij warm bewaard worden. In de lente kan zonder enig water of aarde de bloeiwijze zich ontwikkelen. Als de bloeiwijze is ontwikkeld, kan de plant opgepot worden in standaardpotgrond met minstens een derde deel klei of leem en kan water worden gegeven. De plant kan vanaf mei zelfs op een beschutte plek buiten worden gezet. Aan de bladsteel ontwikkelen zich meestal bruine knolletjes, die afgenomen kunnen worden om de plant te vermeerderen.